# At the Drive-In
Gli At the Drive-In sono un gruppo post-hardcore, tra i più importanti della scena alternative degli anni novanta. Il gruppo si è formato a El Paso, in Texas, nel 1993, per poi sciogliersi nel 2001. Nel gennaio del 2012 annunciano la loro reunion attraverso il loro profilo Twitter ufficiale. Il nome è tratto da un verso della canzone Talk Dirty to Me dei Poison.

## Storia del gruppo
Il loro debutto discografico arriva nel 1994 con l'EP Hell Paso al quale organizzano numerosissimi live che li elevano a rango di band di culto, ricevendo larghi consensi soprattutto grazie alle loro performance cariche di energia.
Vengono pubblicati successivamente due album (Acrobatic Tenement e In/Casino/Out) e altri tre EP (dei quali si segnala Vaya, da molti considerata l'inarrivata vetta artistica del gruppo).
È però Relationship of Command, del 2000, a lanciare definitivamente il gruppo, garantendo loro anche un discreto successo commerciale.
Tuttavia il gruppo si scioglierà di qui a poco: gli estenuanti e lunghissimi tour e le divergenze artistiche fra i membri del gruppo (in primis il cantante Cedric Bixler Zavala ed il chitarrista Jim Ward) sono la causa principale della rottura.
Nel 2001, Zavala e il chitarrista Omar Rodríguez-López formano i The Mars Volta, mentre Ward, il bassista Paul Hinojos e il batterista Tony Hajjar danno vita agli Sparta.
Nel gennaio 2012, a distanza di 11 anni dal loro scioglimento, danno notizia della loro reunion per un tour che tocca i festival Coachella e Lollapalooza.
Nel gennaio 2016, a distanza di 4 anni dalla precedente, annunciano una nuova reunion. Poco prima dell'inizio del tour è stato annunciato che il chitarrista Jim Ward non vi parteciperà e, che, il suo posto verrà preso dal suo ex compagno negli stessi Sparta: Keeley Davis..
Inoltre, nel febbraio 2017, è stato rivelato che il nuovo album avrà il titolo In·ter a·li·a e, che verrà pubblicato il 5 maggio dello stesso anno.

## Formazione

### Formazione attuale
- Cedric Bixler Zavala - voce (1993-2001, 2012, 2016-presente)
- Omar Rodríguez-López - chitarra, sintetizzatori, cori (1996-2001, 2012, 2016-presente)
- Paul Hinojos - basso (1997-2001, 2012, 2016-presente)
- Tony Hajjar - batteria, percussioni (1997-2001, 2012, 2016-presente)
- Keeley Davis - chitarra, voce secondaria (2016-presente)

### Ex componenti
- Jim Ward - voce secondaria, chitarra, tastiera (1993-2001, 2012)
- Jarrett Wrenn - chitarra (1994-1995)
- Adam Amparan - chitarra (1996)
- Ben Rodriguez - chitarra (1997)
- Kenny Hopper - basso (1994-1995)
- Bernie Rancun - batteria (1994)
- Davy Simmons - batteria (1995)
- Ryan Sawyer - batteria (1996)

## Discografia

### Album in studio
- 1996 - Acrobatic Tenement
- 1998 - In/Casino/Out
- 2000 - Relationship of Command
- 2017 - In·ter a·li·a

### Raccolte
- 2005 - This Station Is Non-Operational

### EP
- 1994 - Hell Paso
- 1995 - Alfaro Vive, Carajo!
- 1997 - El Gran Orgo
- 1999 - Vaya